# クリスチャン・ディトリウ・フレデリク・レーヴェントロー
レーヴェントロー伯爵クリスチャン・ディトリウ・フレデリク（デンマーク語: Christian Ditlev Frederik lensgreve Reventlow、1748年3月11日 コペンハーゲン - 1827年10月11日 ロラン島クリスチャンセーゼ）は、デンマークの政治家。

## 生涯

### 初期の経歴
クリスチャン・ディトリウ・レーヴェントロー伯爵の息子として、1748年3月11日に生まれた。ソールー・アカデミーとライプツィヒ大学で教育を受けた後、弟のヨハン・ルズヴィとザクセン出身のカール・ヴェント（1731年 - 1815年、経済学者）とともにドイツ、スイス、フランス、イングランドを旅して各地の社会、経済、農業の状態を見学した。最後にスウェーデンとノルウェーで鉱業と冶金学について学んだ後、1770年に帰国した。この時点でレーヴェントローは経済の権威になっていた。
1774年にデンマークの通商委員会（Kommercekollegiet）の要職につき、その2年後に鉱山委員会（Bjergværkskollegiet）に入った後、1781年には国税委員会（Overskattedirectionen）に入った。また1775年に父が死去すると、ロラン島の領地を相続した。

### 政界にて
レーヴェントローは特に農業において革新的な思想を持ち、自領の農奴の待遇を改善した。1784年4月14日にオーヴェ・フーイ＝グルベアの超保守派内閣が倒れると、レーヴェントローがずっと感服していたアンドレアス・ペーター・フォン・ベルンシュトルフが復権した。レーヴェントローは1784年8月6日に大蔵省（Rentekammeret）の長に任命され、農業に関するすべての事柄を担当した。彼はまず小人数の農業委員会を設立して王領の農奴の待遇を改善、借地の購入を許可した。王太子フレデリクが農奴解放に前向きであると見抜いたレーヴェントローは1786年7月にフレデリクに話をつけてデンマーク国内の農奴の状況を調査するための委員会を設立させた。この委員会は長期間にかけて多くの改革を実施した。1787年6月8日の法令で既存の借地の状況を改善させた後、1788年6月20日の法令でついに土地緊縛法の廃止を果たし、1799年12月6日の法令では賦役を完全廃止した。また小作農が有利な条件でお金を借りることができる銀行を設立した。ほかにもエルンスト・ハインリヒ・フォン・シメルマンとともにデンマーク・ノルウェー間の自由貿易とトウモロコシの自由輸入を許可、アイスランドの貿易独占を廃止した。
しかし、デンマークの財政難、ナポレオン戦争という破滅的な時期、そして王太子フレデリク自身が国務大臣抜きで統治しようとしたことで、レーヴェントローは1813年12月7日に罷免され領地に戻った。その後、彼は領民とともに生活して、1827年10月11日に死去した。

## 家族

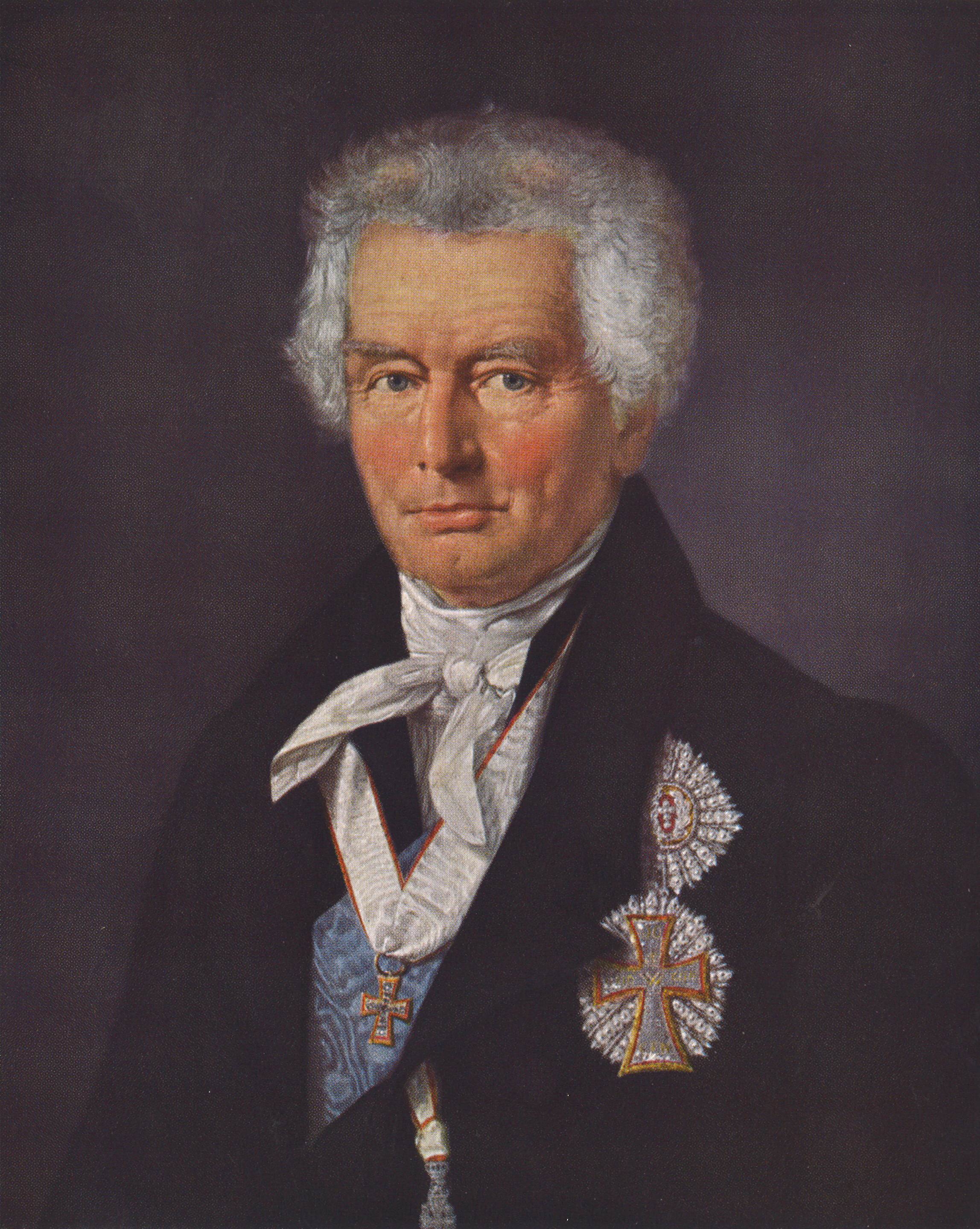
レーヴェントロー伯爵クリスチャン・ディトリウ・フレデリク、1813年作。

1773年夏、レーヴェントローはクリストフ・エルンスト・フォン・ボイルヴィッツ（1695年 - 1757年）の娘フレゼレゲ・シャロデ・フォン・ボイルヴィッツ（Frederikke Charlotte von Beulwitz、1747年 - 1822年）と結婚した。2人は8男4女をもうけ、うち9人が成人した。
- クリスチャン・ディトリウ・レーヴェントロー（デンマーク語版）（1775年 - 1851年）
- ソフィーイ・シャロデ・レーヴェントロー（Sophie Charlotte Reventlow、1779年 - 1846年）
- ルズヴィ・デトリウ・レーヴェントロー（デンマーク語版）（1780年 - 1857年）
- ルイーセ・スュビレ・レーヴェントロー（Louise Sybille Reventlow、1783年 - 1848年）
- コンラズ・デトリウ・カイ・レーヴェントロー（Conrad Detlev Cay Reventlow、1785年 - 1840年）
- エアンスト・クリストファ・デトリウ・レーヴェントロー（Ernst Christopher Detlef Reventlow、1786年 - 1859年）
- アイナ・レーヴェントロー（デンマーク語版）（1788年 - 1867年）
- シャロデ・アウゴスタ・アウネス・レーヴェントロー（Charlotte Augusta Agnes Reventlow、1790年 - 1864年）
- フレデリク・デトリウ・レーヴェントロー（Frederik Detlef Reventlow、1791年 - 1851年）

クリスチャン・ディトリウ・フレデリク・レーヴェントローの子孫は19世紀初には多くが貴賤結婚をしたという。